# Kościół św. Faustyny w Plewiskach
Kościół św. Faustyny w Plewiskach – postmodernistyczna katolicka świątynia parafialna, zlokalizowana w Plewiskach przy ul. Szkolnej róg Fabianowskiej (dawniej Polnej). Projektantem był Stanisław Jureko.

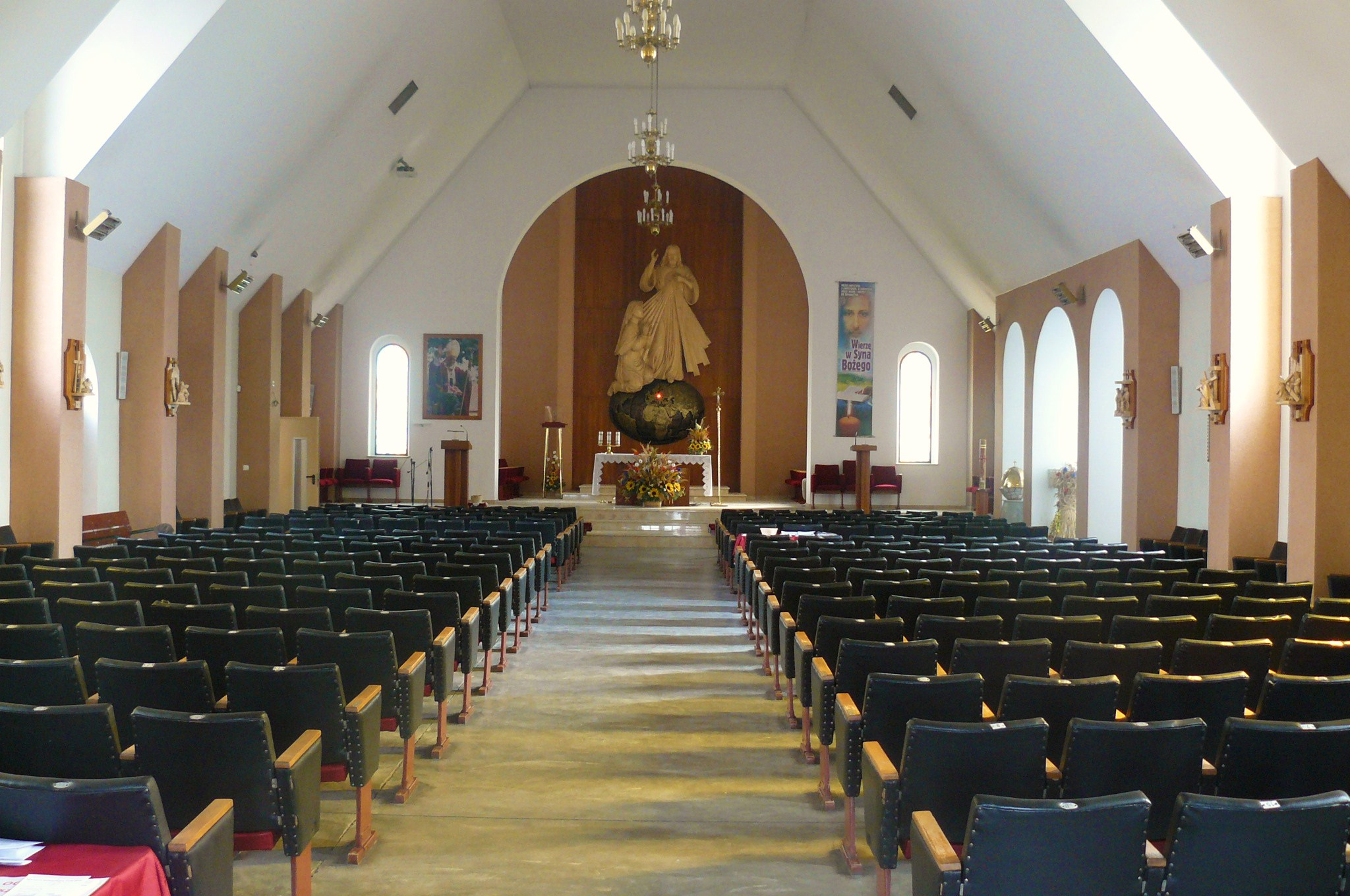
Wnętrze

## Historia
Prace przy budowie kościoła, nawiązującego do stylu romańskiego, rozpoczęto 10 czerwca 1996 (starania o zgodę na to rozpoczął ks. Józef Szydłowski, proboszcz z Komornik, w 1992, a społeczny komitet budowy powołano 30 stycznia 1996). 11 kwietnia 1997 wmurowano pierwszą cegłę, pochodzącą z grobu św. Faustyny Kowalskiej. 5 października 1998 odbył się pierwszy odpust w świątyni (jeszcze pozbawionej dachu). 16 września 1999 wmurowano kamień węgielny (uczestniczył abp Juliusz Paetz). Parafię erygowano 28 sierpnia 2001, a pierwszym proboszczem był tutaj ks. Maciej Kuczma. Wmurowanie aktu erekcyjnego domu parafialnego odbyło się 26 sierpnia 2007 (w 2014 budowa nadal trwała). 18 lutego 2007 nastąpiło poświęcenie czternastu rzeźb drogi krzyżowej, wykonanych z drewna lipowego przez Mariana Glugla z Zakopanego. 8 listopada 2008 zamontowano cztery witraże w prezbiterium.
Przy kościele znajduje się pomnik siedzącego na głazach Jana Pawła II oraz krzyż misyjny (misje 1999 i 2011).

## Galeria

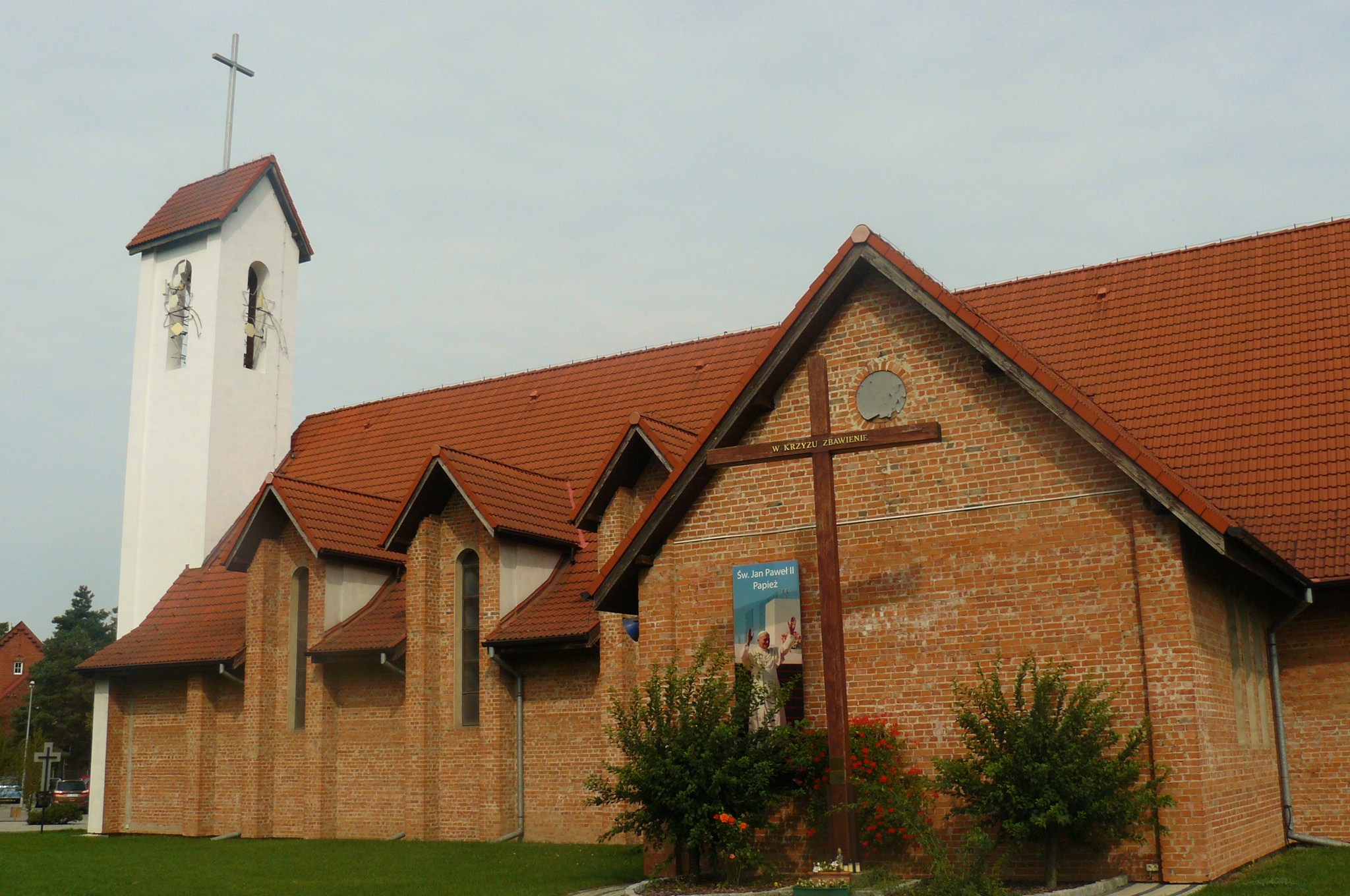
Widok z boku
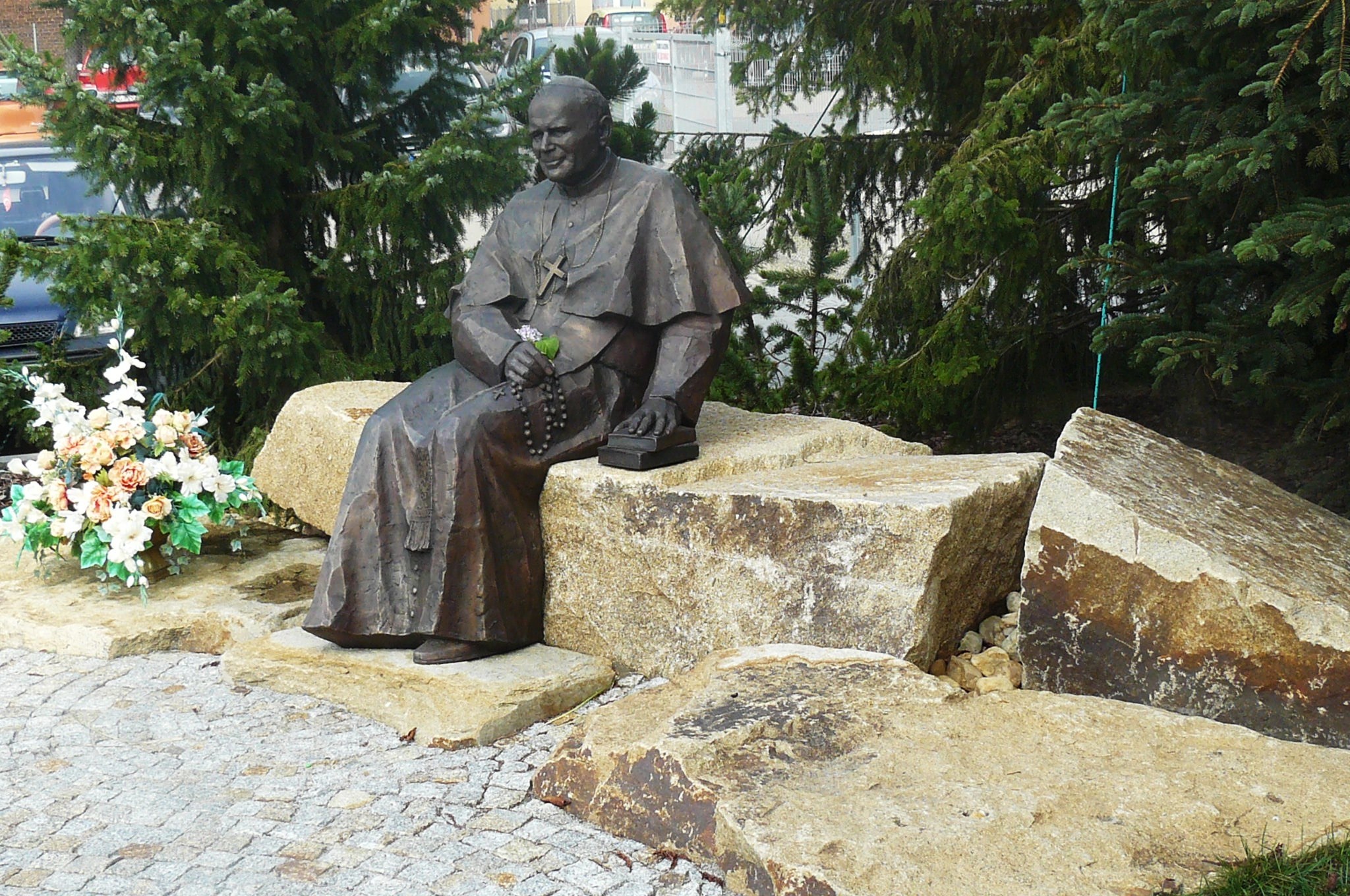
Pomnik Jana Pawła II
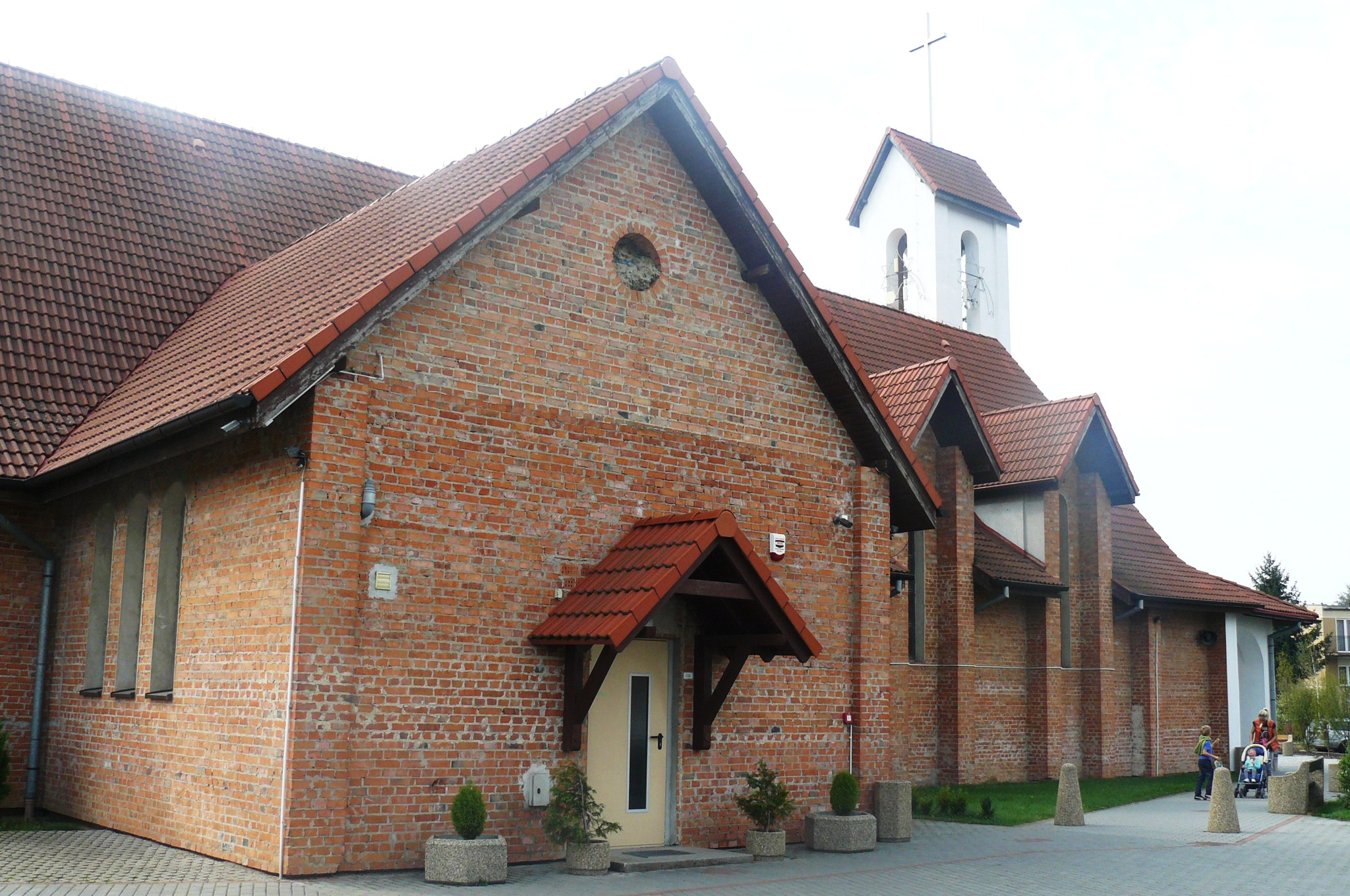
Zakrystia